# Cranotettix alpha
Cranotettix alpha är en insektsart som beskrevs av Grant Jr., H.J. 1955. Cranotettix alpha ingår i släktet Cranotettix och familjen torngräshoppor. Inga underarter finns listade i Catalogue of Life.